# Негреско
Отель «Негреско» (фр. Hôtel Negresco) — знаменитый отель класса люкс в стиле неоклассицизма на Английской набережной в Ницце, символ Лазурного Берега. Открывшийся 4 января 1913 года отель получил своё название по румынской фамилии своего хозяина Анри Негреско. Строительство и обустройство отеля обошлось в 3 млн золотых франков. Среди именитых постояльцев «Негреско» числятся Коко Шанель, Эрнест Хемингуэй, Марлен Дитрих.
Металлический каркас запоминающегося розового купола Королевского салона «Негреско» был выкован в мастерской Гюстава Эйфеля. Под куполом установлена четырёхметровая люстра, изготовленная на французском стекольном заводе Баккара (люстр изготовили две — одну для императора Николая II, который поместил её в Большой Кремлёвский дворец, а вторую для Анри Негреско). Пол Королевского салона по торжественным случаям застилают ковром, созданным в 1615 году для королевы Марии Медичи, площадь ковра составляет 375 м². К Королевскому салону примыкает салон Людовика XIV, потолок которого, созданный в XIV веке, был вывезен из савойского замка Марии Манчини, племянницы кардинала Мазарини. В этом же салоне установлен десятитонный камин из замка Отфор.

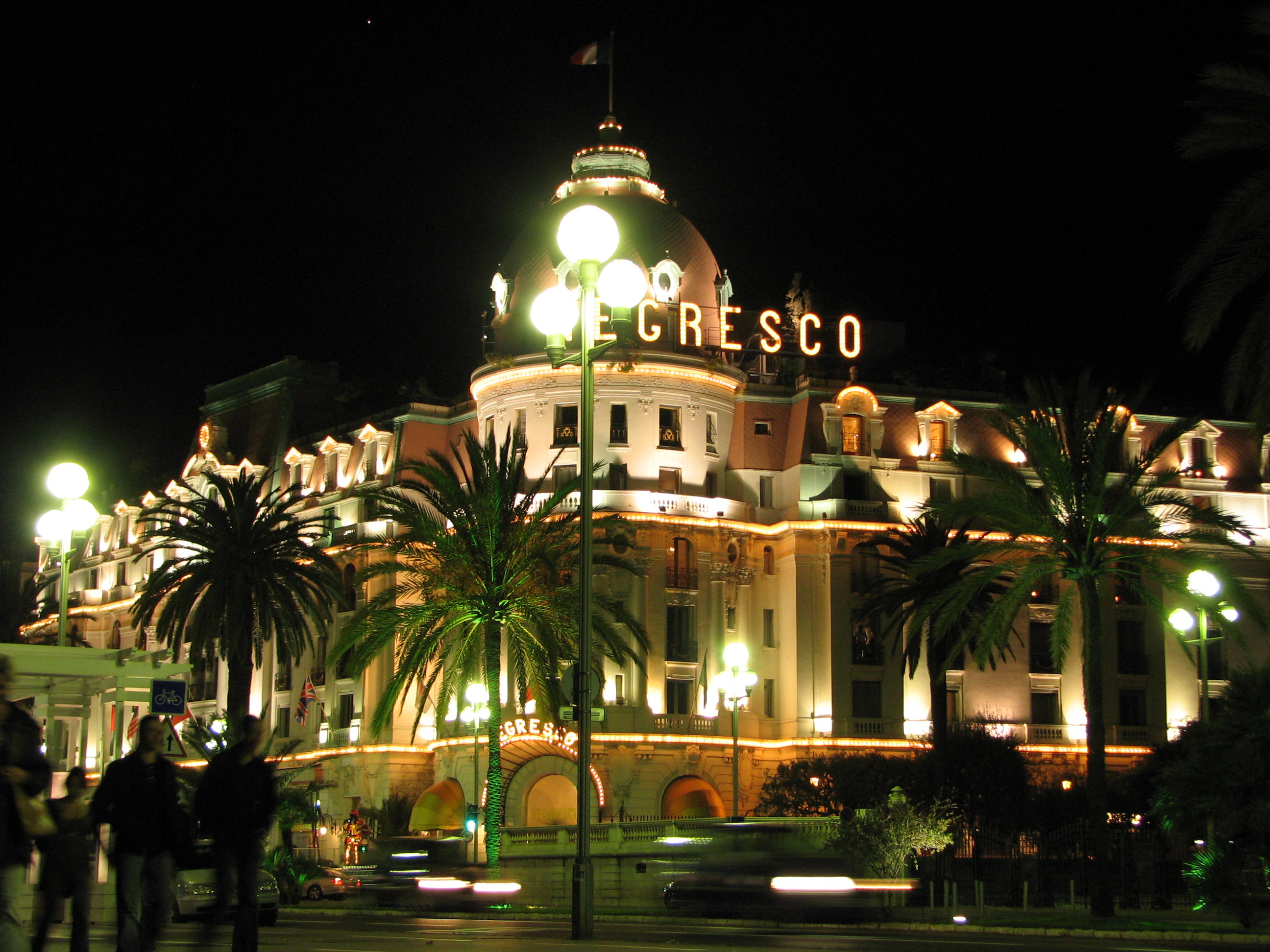
«Негреско» ночью
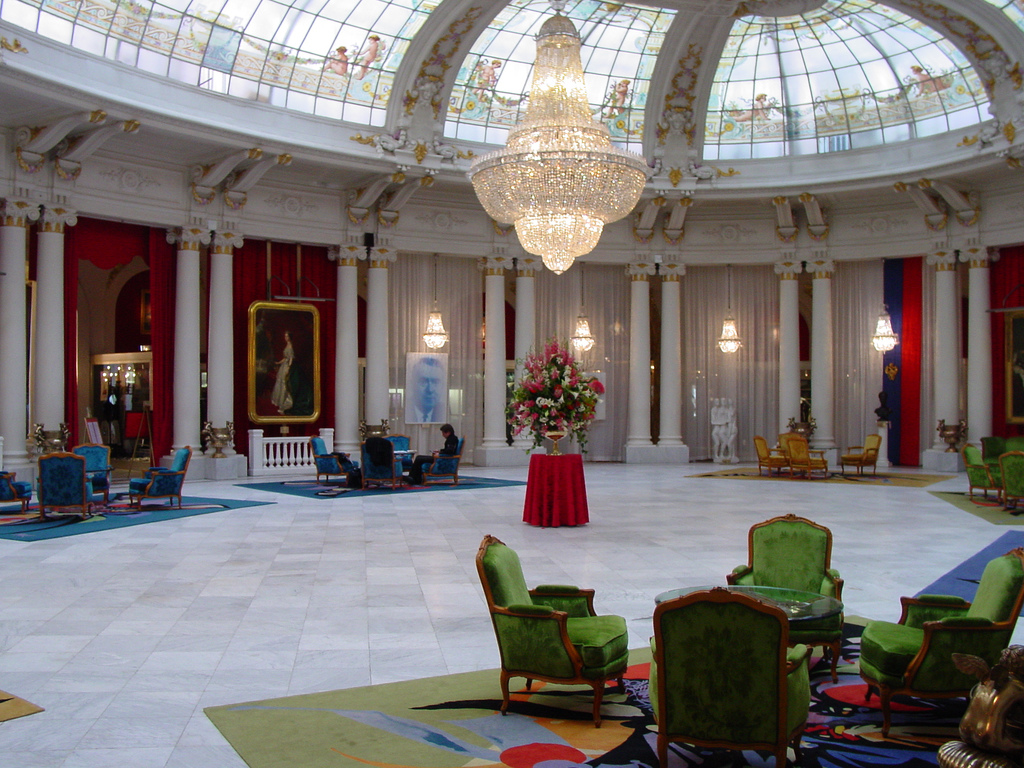
Королевский салон
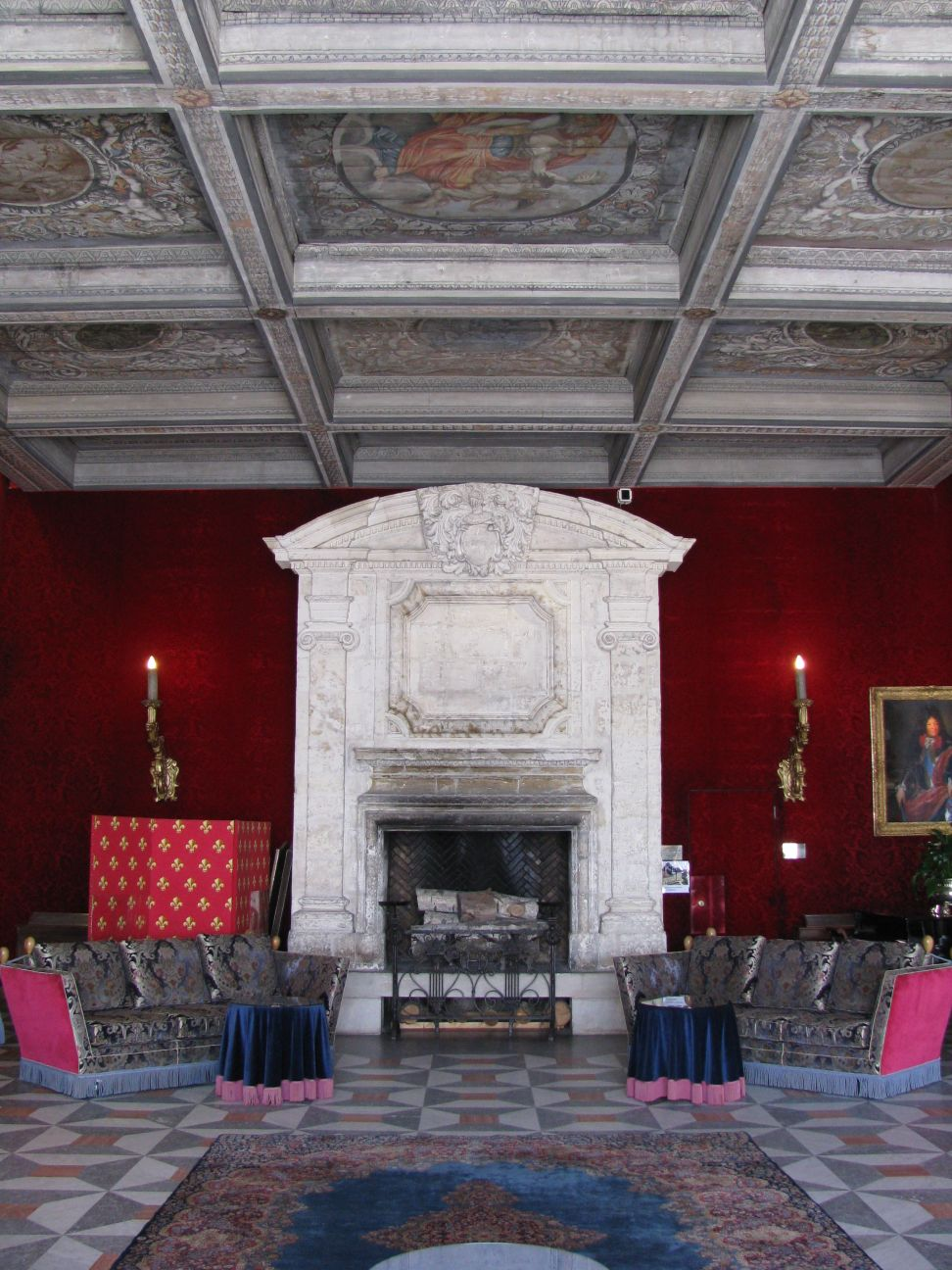
Салон Людовика XIV
Люстра в отеле Негреско (такая же висит в Московском Кремле)

Отель располагает 121 номером и 24 апартаментами, стиль оформления которых не повторяется. В «голливудских покоях» «Негреско» останавливались Камю, Кокто, Саган и Хемингуэй. Номера каждого этажа отделаны в определённом стиле (второй украшает живопись начала XX века, третий оформлен в стиле Людовика XV, четвёртый — ампир, пятый — Наполеона III). При отеле открыт гастрономический ресторан «Шантеклер» (фр. Le Chantecler), регулярно удостаивающийся самых высоких наград от признанных ресторанных гидов. Путеводители по Ницце обязательно рекомендуют туристам обратить внимание на портье отеля, одетого в стиле XIX века.
Отель сразу стал популярным местом встреч коронованных и титулованных особ со всего света. Однако вскоре разразилась Первая мировая война, и отель был переоборудован под военный госпиталь. Вскоре после войны, под давлением кредиторов Анри Негреско был вынужден продать своё детище бельгийским инвесторам.
С 1957 года отелем владеют члены семьи Ожье, которым удалось вернуть отелю былую славу. В настоящее время в отеле размещается обширная выставка классической и современной живописи. В 2003 году отель «Негреско» был включён в список архитектурных объектов исторического значения Франции.
Постояльцами отеля были Пабло Пикассо, Сальвадор Дали, Эрнест Хемингуэй, герцог и герцогиня Виндзор, Майкл Джексон, Энтони Куинн, Катрин Денев, Шарль Азнавур, Ив Монтан, Джина Лоллобриджида и другие знаменитости.
В 2009 году Жанна Ожье завещала Негреско благотворительному фонду, занимающемуся спасением бездомных и животных. Одной из главных задач фонда, которому также завещана собственность Ожье в Париже, Ницце и Грасе, станет ведение кампании за права животных, в том числе, против корриды, которую Ожье считает варварским занятием.